# 清松みゆき
清松みゆき（きよまつ みゆき、1964年1月10日 - ）はゲームデザイナー、小説家、翻訳家。グループSNE所属。大分県出身。大分県立佐伯鶴城高等学校卒業。京都大学SF研究会OB。
1989年出版の『ソード・ワールドRPG』のデザイナー、監修者であり、2008年に改版となった『ソードワールド2.0』にも引き続き携わっている。グループSNE内では山北篤と並ぶ理系のゲームデザイナーとして、また、アメリカンフットボールの愛好家として有名。
筆名から間違えられやすいが、男性である。本名は「清松美行」（きよまつ よしゆき）。「みゆき」という筆名は、本名の誤読から度々女性と誤解されることにうんざりしていた本人が開き直ってつけたものという。

## ソード・ワールドRPG (初版)関連
90年代初頭には『月刊ドラゴンマガジン』及び『RPGドラゴン』誌上でQ&Aコーナーを連載し、読者投稿から採用されたアイディアのデータ化も担当していた。Q&Aコーナーは1990年代後半まで続き、天野喜孝のイラスト、佐々木亮の漫画が醸し出す雰囲気と、リプレイの登場人物から編集者、水野良、山本弘らの関係者、Q&Aオリジナルのキャラクターまでが登場する賑やかさ、「ファンであるアメフト選手が負傷欠場した際にはやる気がなくなる」「失敗するとマグネシウムリボンの刑にされる」など遊びの多い文章が好評であった。
1992年11月号からはテーブルトークRPG (TRPG) ソード・ワールドRPGリプレイ第3部、世に言うバブリーズ編のゲームマスター (GM) を務めた。ルールの穴を突くプレイヤーの行動に苦しめられた戦訓は完全版ルールブックを作成するきっかけとなっている。第3部が一応の完結を見た後は第4部、第5部のGMも引き続いて担当した。この間、RPGドラゴンにおいて混沌の地を舞台とした「波濤の彼方に待つもの」（キャラクター・モンスターの投稿コーナー。モンスターに関しては細密なデータ設定が要求された）などの連載も担当していたが、雑誌の休刊とともに中断、未完のままとなっている。
しかし第3部リプレイがあまりにインパクトが強かったため、続く第4、5部リプレイはバブリーズの圧倒的な存在感の前に苦戦を強いられ、マスタリングに関しても、自身が後に認めるほどの大きなミスが目立った。折からのマジック・ザ・ギャザリングなどトレーディングカードゲームの興隆によるTRPG冬の時代もあって第5部アンマント財宝編終了後しばらくソード・ワールドRPGリプレイは休止することになる。
この間にはRPGドラゴンの休刊などもあったが、Q&A、完全版に関する書籍などソード・ワールドのサポートは途切れることなく継続させた。
2001年から復活した新ソード・ワールドRPGリプレイ（へっぽこーずシリーズ、GMは秋田みやび）、新ソード・ワールドRPGリプレイNEXT（ぺらぺらーずシリーズ、GMは藤澤さなえ）では監修も務め、短編「パン・マン」の執筆などプレイ中に発生したネタを世界観に合うよう加工し背景世界に組み込んでいく手腕の健在ぶりも見せた。そうかと思うとNEXT第2巻「ダンジョン・パッション」の監修ではかつてとはやや印象の異なる、脱線をも受け入れる一面も見せている。
だが自ら筆を執る作品においては脱線の公式化を許容しない姿勢を貫いているようで、グループSNE公式サイトに投稿された『友愛団』（アノス盗賊ギルドの別名）に関する設定に関して、『友愛団はバブリーズが言っているだけ』とのコメントを返している。
もっとも猫の街の冒険ではプレイヤーの設定からシナリオを組み上げる、積極的に背景に採用するなどしており、姿勢の変化も見られる。

## 作品

### テーブルトークRPG
- ソード・ワールドRPG
  - システムデザイン
    - ソード・ワールドRPG（富士見書房） - ルール部分及び「混沌の地」を担当している。
    - ソード・ワールドRPG完全版（富士見書房）
    - ソード・ワールドRPGスタートブック
    - ソード・ワールド・カードRPG
    - ソード・ワールド・カードRPG2
    - ソード・ワールドRPGベーシック（新紀元社）

  - システムサポート、世界設定サポート
    - ソード・ワールドRPG Q&Aブック
    - ソード・ワールドRPGツアー
    - ソード・ワールドRPGサポート

  - リプレイ
    - ソード・ワールドRPGリプレイ 第3部（全4巻）
    - ソード・ワールドRPGリプレイ バブリーズ編（全4巻）
    - ソード・ワールドRPGリプレイ 風雲ミラルゴ編（全2巻）
    - ソード・ワールドRPGリプレイ 第5部（全2巻）

  - ゲームマスター・アクセサリー（CD-ROM、Microsoft Windows版）
- ドラゴンハーフRPG（富士見書房）
- 央華封神RPG（メディアワークス）
- ハイパートンネルズ&トロールズ（社会思想社、角川書店）

### ボードゲーム
- ダービースタリオンボードゲーム（アスキー）

### 小説
- 妖魔夜行・百鬼夜翔（角川スニーカー文庫）
- ソード・ワールド短編集（富士見ファンタジア文庫）
  - バブリーズ・リターン
  - 赤い鎧 シリーズ

上記2作を含め、ソード・ワールド短編集では11編の中短編を執筆している。
- ソード・ワールド・ノベル
  - 混沌の夜明け（全4巻）
  - 混沌の大地（4巻未完）
- ミラー・エイジ（グループSNEリレー小説）
  - 第6話 虚像